# NGC 447
NGC 447 је спирална галаксија у сазвежђу Рибе која се налази на NGC листи објеката дубоког неба.
Деклинација објекта је + 33° 3' 59" а ректасцензија 1h 15m 37,9s. Привидна величина (магнитуда) објекта NGC 447 износи 13,6 а фотографска магнитуда 14,5. NGC 447 је још познат и под ознакама IC 1656, UGC 804, MCG 5-4-6, CGCG 502-13, PGC 4550.